# Annelien Kappeyne van de Coppello
Annelien Kappeyne van de Coppello (Oud Over (gemeente Loosdrecht), 24 oktober 1936 – Leiden, 23 februari 1990) was een Nederlandse politica.

## Familie
Kappeyne van de Coppello was lid van de familie Van de Coppello. Ze was een dochter van Nicolaas Johannes Cornelis Marie Kappeyne van de Coppello (1902-1992), lid Provinciale Staten van Utrecht, wethouder en ereburger van Loenen, en Theodora Elisabeth Catharina Maria van Panhuys (1904-1990). Ze trouwde met Hillebrand Folkert de Groen (1924-2002).

## Loopbaan

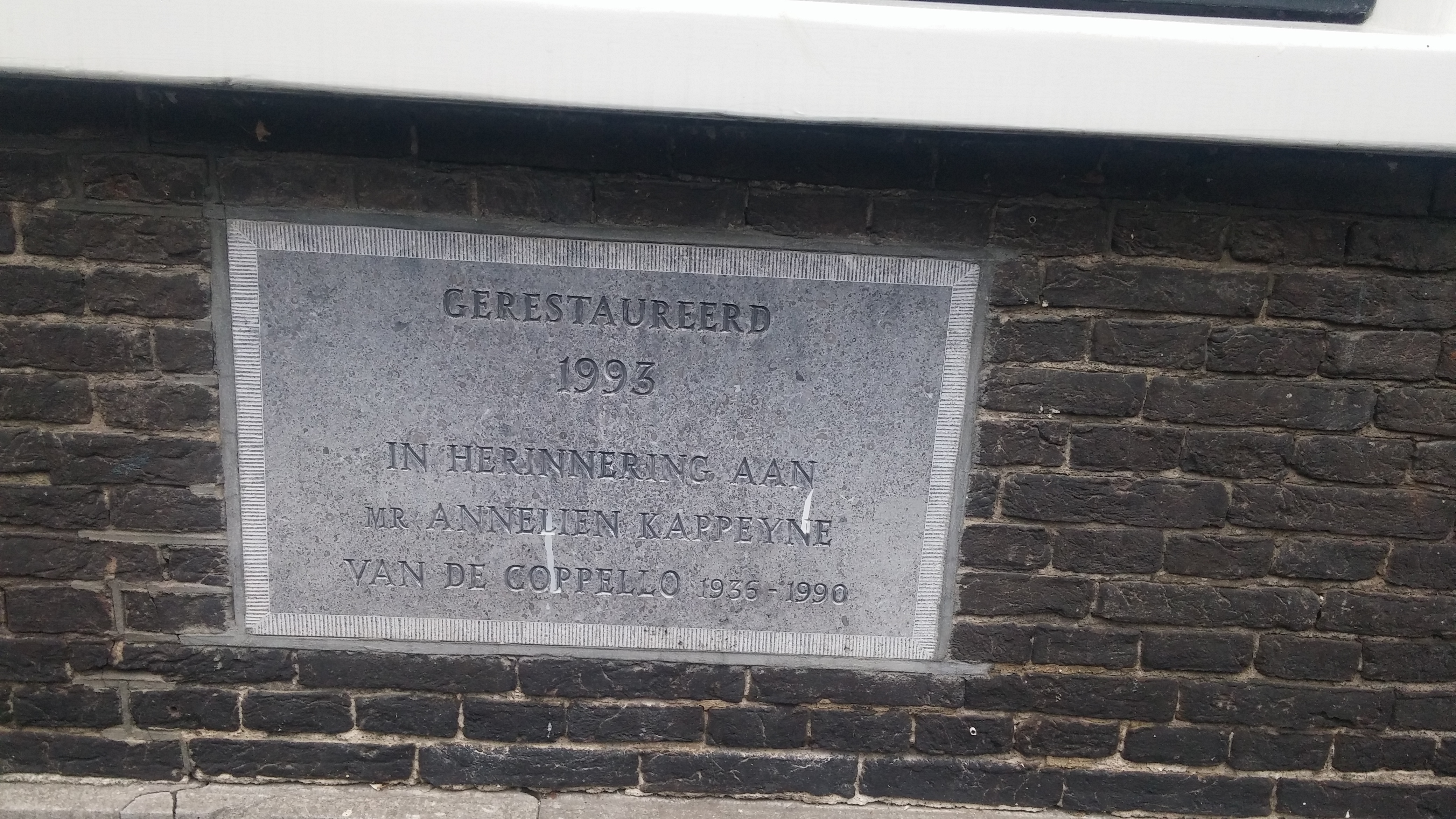
Herdenkingssteen Gerecht 10 in Leiden, waar Kappeyne woonde van 1958 tot 1990

Kappeyne van de Coppello was een progressief VVD-Tweede Kamerlid uit Leiden. Ze was justitie- en cultuurwoordvoerster van haar fractie en voor zij Kamerlid werd was ze al ambtelijk secretaris van de VVD-fractie. Ze was een scherpzinnig juriste, die deskundig was op het gebied van het staats- en kiesrecht. Zij zorgde ervoor dat de onaantastbaarheid van het menselijk lichaam in de Grondwet werd opgenomen en was voorstander van liberale wetgeving op het gebied van levensvraagstukken zoals abortus en euthanasie. In 1981 stapte ze om principiële redenen uit de politiek, maar keerde een jaar later als staatssecretaris terug in het eerste kabinet-Lubbers. Nadien werd ze lid van de Raad van State.
Hoewel ze niet als feminist bekend stond, pakte Kappeyne vaak zaken aan die belangrijk waren voor vrouwen. Ze pleitte ervoor dat de overheid het aantal vrouwen betrokken in overheids- en ambtelijke functies zou stimuleren, kansengelijkheid bij sollicitaties, het verbieden van seksueel geweld tegen vrouwen en meisjes, wettelijke bescherming voor slachtoffers van verkrachting binnen het huwelijk, gelijke betaling van de Werkloosheidswet en andere uitkeringen. Ze was een van de Nederlandse afgevaardigden naar de Third World Conference on Women in 1985, onderdeel van het programma van de Verenigde Naties voor de Decade of Women om de status van vrouwen te evalueren en protocollen op te stellen om het vrouwen mogelijk te maken daadwerkelijk gelijkheid te verwerven in sociaal-economisch, cultureel, juridisch en politiek opzicht. Ze schreef geschiedenis op de conferentie toen ze voor het eerst op een officiële VN-conferentie lesbische rechten introduceerde als concept, opriep tot een einde van de disciminatie van lesbiennes en om hun wettelijke rechten te beschermen.
In het gebouw van de Tweede Kamer is een zaal naar haar vernoemd.